# یوجی‌پی‌اس جی۰۷۲۲۲۷٫۵۱–۰۵۴۰۳۱٫۲

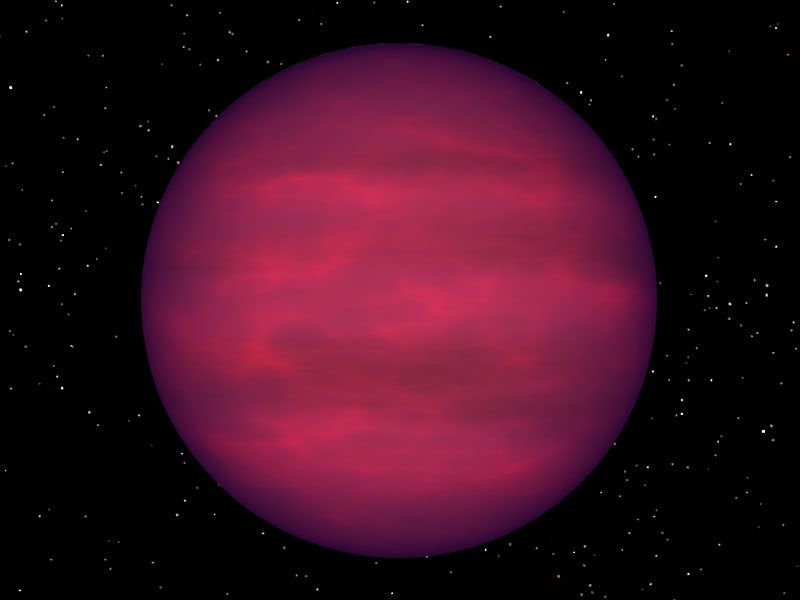
یوجی‌پی‌اس جی۰۷۲۲۲۷.۵۱-۰۵۴۰۳۱.۲

یوجی‌پی‌اس جی۰۷۲۲۲۷.۵۱-۰۵۴۰۳۱.۲ یک ستاره است که در صورت فلکی تک‌شاخ قرار دارد.